# 王立業
王立業（？年—1937年12月），字。山西省安邑縣人。他為抗日戰爭期間陣亡的中國軍方高級將領之一。

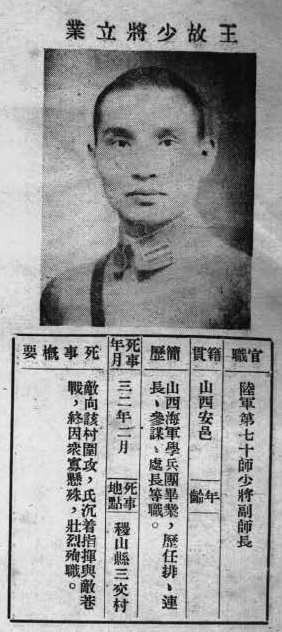
《抗戰軍人忠烈錄》（第一輯）中的王立業烈士遺像

## 生平[1]
國軍第十九軍第七十師少將副師長，在晉綏地區抗擊日軍。1943年2月于山西稷山縣三交村陣亡，追晉陸軍中將。